# استیو بال (بازیکن فوتبال، زاده ۱۹۷۳)
استیو بال (انگلیسی: Steve Ball؛ زادهٔ ۲۲ نوامبر ۱۹۷۳) بازیکن فوتبال اهل بریتانیا است.
از باشگاه‌هایی که در آن بازی کرده‌است می‌توان به باشگاه فوتبال برافورد پارک آونیو، باشگاه فوتبال لیدز یونایتد، باشگاه فوتبال دارلینگتون، باشگاه فوتبال ویکفیلد، باشگاه فوتبال کورک سیتی، باشگاه فوتبال گایزلی، و باشگاه فوتبال هروگیت تاون اشاره کرد.